# Katja Günther
Katja Günther (* 29. Dezember 1966) ist eine deutsche Verwaltungsjuristin, politische Beamtin und Politikerin (Bündnis 90/Die Grünen). Von 2015 bis 2021 war sie Staatsrätin der Justizbehörde des Senats der Freien und Hansestadt Hamburg. Seit 2022 ist sie Staatssekretärin des Ministeriums für Energiewende, Klimaschutz, Umwelt und Natur des Landes Schleswig-Holstein.

## Leben
Nach einem Studium der Rechtswissenschaften und anschließenden Referendariat in Frankfurt am Main, Vancouver, Speyer und Bonn (1987–1996) war Günther Justiziarin und Referentin für Innen-, Rechts- und Frauenpolitik der Fraktion Bündnis 90/Die Grünen im Schleswig-Holsteinischen Landtag (1996–1998) sowie von 1998 und 1999 im Ministerium für Finanzen und Energie des Landes Schleswig-Holstein tätig. In dieser Funktion war sie Justitiarin der in der Gründung befindlichen Anstalt des öffentlichen Rechts Gebäudemanagement Schleswig-Holstein. Es folgten Stellen als Leiterin des Justitiariats und der Vergabeprüfstelle des Gebäudemanagements Schleswig-Holsteins (1999–2001) und im Ministerium für Justiz, Frauen, Jugend und Familie des Landes Schleswig-Holstein (2001–2004). Von 2003 bis 2015 war Günther Mitglied im Verwaltungsrat der Sparkasse Kiel bzw. der Förde Sparkasse.
Zwischen 2004 und 2008 war die Rechtswissenschaftlerin Justitiarin und Referentin für Verwaltungs- und Verfassungsrecht im Ministerium für Justiz, Frauen, Jugend und Familie des Landes Schleswig-Holstein; von 2008 bis 2015 Mitglied der Ratsversammlung von Kiel, wo sie bis 2013 auch stellvertretende Vorsitzende bzw. Fraktionsvorsitzende der Ratsfraktion von Bündnis 90/Die Grünen war. Zuvor war sie Vorsitzende des Kreisverbandes Kiel. Günther war zwischen 2008 und 2010 als Projekts „Justiz 2010“ im Ministerium für Justiz, Arbeit und Europa des Landes Schleswig-Holstein beschäftigt, ehe sie dort die Funktionen Neuorganisation und Umstrukturierung in der Personalverwaltung im Justizbereich sowie die Referatsleitung „Staats- und Verfassungsrecht, Völkerrecht, Justitiariat“ übertragen bekam, welche sie von 2010 bis 2012 ausübte. Nach einem Wechsel in die Staatskanzlei des Landes Schleswig-Holstein wurde die Rechtswissenschaftlerin dort Leiterin des Zentralen Personalmanagements.
Zum 17. April 2015 wurde Katja Günther von Senator Till Steffen zur Staatsrätin des Bereichs Justiz der Behörde für Justiz und Gleichstellung der Freien und Hansestadt Hamburg im Senat Scholz II  berufen. Im Zuge der Bereichsumgliederung im Senat Scholz II wurde das Ressort Gleichstellung in die Behörde für Wissenschaft, Forschung und Gleichstellung übertragen und sie wurde am 1. Juli 2015 zur Staatsrätin der Justizbehörde. Diesen Posten hatte sie seit dem 28. März 2018 auch im Senat Tschentscher I inne. Seit dem 10. Juni 2020 war sie im Senat Tschentscher II mit erweiterter Zuständigkeit für den Verbraucherschutz Staatsrätin der Behörde für Justiz und Verbraucherschutz unter Senatorin Anna Gallina (Bündnis 90/Die Grünen). Ende Oktober 2021 ersuchte Senatorin Gallina den Ersten Bürgermeister Peter Tschentscher (SPD), Günther von ihrem Amt zu entbinden und in den einstweiligen Ruhestand zu versetzen. Gallina erklärte, das Vertrauensverhältnis zu Günther sei irreparabel zerstört. Laut Medienberichten hatte sich das persönliche Verhältnis der Justizsenatorin zu ihrer Staatsrätin im Jahr 2021 zusehends verschlechtert. Am 1. November 2021 wurde Günther durch Tschentscher von ihren Aufgaben in der Justizbehörde freigestellt, blieb aber formell vorerst weiter als Staatsrätin im Amt. Ihre Zuständigkeit als Justizstaatsrätin übernahm kommissarisch Alexander von Vogel (Grüne), Staatsrat für Bezirke und Vertrauter der Zweiten Bürgermeisterin Katharina Fegebank (Grüne). Ende November 2022 wurde Holger Schatz (SPD) zum Staatsrat der Behörde für Justiz und Verbraucherschutz berufen und damit Nachfolger von Günther. Günther trat im Januar 2022 eine leitende Position als Senior-Projektmanagerin bei der Hafenbehörde Hamburg Port Authority an, in der sie Projekte im Infrastruktur-Bereich, wie die Planung des Köhlbrandtunnels verantwortete.
Im Zuge der Bildung des Kabinetts Günther II Ende Juni 2022 wurde sie zur Staatssekretärin im von Tobias Goldschmidt geleiteten Ministerium für Energiewende, Klimaschutz, Umwelt und Natur des Landes Schleswig-Holstein berufen.